# Saeko Umemura
Pour les articles homonymes, voir Umemura.
Saeko Umemura (梅村 早江子, Umemura Saeko) est une femme politique japonaise née le 28 juin 1964, représentant le Parti communiste japonais à la Chambre des représentants du Japon.

## Jeunesse et études
Umemura naît le 28 juin 1964 à Nagoya dans la préfecture d'Aichi, et grandit dans la ville de Toyota. La plupart des membres de sa famille travaillent dans différentes succursales de l'entreprise du même nom.
Elle rejoint le Parti communiste japonais pour ses positions pacifistes.

## Carrière électorale
Après s'être fait remarquée pour son engagement associatif local, notamment dans son combat pour les problématiques rencontrées par les mères japonaises, le PCJ lui propose de se présenter aux élections législatives de 2012, à la représentation proportionnelle, ce qu'elle accepte. Bien que n'étant pas élue à l'issue de ce scrutin, elle se représente aux élections législatives de 2014, où elle réussit à se faire élire, et fait ainsi son entrée à la Diète,.
Umemura ne parvient pas à se faire réélire lors des élections législatives de 2017, ni celles de 2021, mais également aux élections à la Chambre des conseillers de 2022, alors qu'elle est candidate dans la préfecture de Saitama. Elle a également annoncé sa candidature aux futures élections législatives de 2025, dans la quinzième circonscription de la préfecture de Saitama.

## Prises de position
Sur le plan social, Umemura est favorable à l'instauration de quotas afin de favoriser l'accès des minorités à certains postes, et se déclare favorable à la légalisation du mariage homosexuel au Japon. Comme la majorité des conseillers communistes, Umemura s'oppose à une révision de la constitution. Elle est également opposée à l'utilisation de l'énergie nucléaire, qu'elle soit militaire ou civile, et souhaite favoriser grandement les énergies renouvelables. De plus, elle se déclare favorable aux tentatives de changer la loi qui impose aux conjoints de porter le même nom.
Umemura se déclare opposée à la visite par les membres du gouvernement du sanctuaire Yasukuni, sanctuaire shinto, considéré par certains comme l'un des symboles nationalistes du Japon, mais également de son passé colonialiste.

## Vie personnelle
Umemura est mariée et mère d'un enfant.

## Controverses
Umemura déclenche une controverse lors de sa campagne électorale de 2022, où elle s'affiche aux côtés d'une mascotte de Pikachu, sans qu'elle en ait l'autorisation de Nintendo,.